# Le Portrait mystérieux
 (juillet 2025).
Pour plus de détails, voir Fiche technique et Distribution.
Le Portrait mystérieux est un court métrage réalisé par Georges Méliès et sorti en 1899.

## Distribution
- Georges Méliès : l'illusionniste